# Carabunia dilatata
Carabunia dilatata är en stekelart som först beskrevs av Girault 1932.  Carabunia dilatata ingår i släktet Carabunia och familjen sköldlussteklar. Inga underarter finns listade.